# Список делегатов VI съезда РСДРП(б)
| №   | Фамилия (псевдоним), И. O. | от организации или статус на съезде | право голоса            |
| --- | -------------------------- | ----------------------------------- | ----------------------- |
| 1   | ?                          | Петербургская                       | с решающим голосом      |
| 2   | ?                          | Кимрская                            | с решающим голосом      |
| 3   | Акулов И. А.               | Выборгская                          | с решающим голосом      |
| 4   | Алексеев В. П.             | Петербургская межрайонная           | с решающим голосом      |
| 5   | Ангаретис З. И.            | Петербургская                       | с совещательным голосом |
| 6   | Ангарский Н. С.            | Выборгская                          | с решающим голосом      |
| 7   | Анисимов Н. А.             | Грозненская                         | с решающим голосом      |
| 8   | Антипов Н. К.              | ?                                   | с совещательным голосом |
| 9   | Арманд Е. Ф.               | Московская                          | с совещательным голосом |
| 10  | Артём (Сергеев Ф. А.)      | Харьковская                         | с решающим голосом      |
| 11  | Асаткин-Владимирский А. Н. | ?                                   | с совещательным голосом |
| 12  | Ашкенази И. С.             | фракция Петроградского Совета       | с совещательным голосом |
| 13  | Бабушкин Е. А.             | Ижевская                            | с решающим голосом      |
| 14  | Бадаев А. Е.               | ?                                   | с совещательным голосом |
| 15  | Баранов С. Ф.              | Чусовская                           | с решающим голосом      |
| 16  | Барышников В. А.           | Орехово-Зуевская                    | с решающим голосом      |
| 17  | Беберев                    |                                     | участник съезда         |
| 18  | Бедный Демьян              | ?                                   | с совещательным голосом |
| 19  | Бедняков К. Н.             | Сухонская                           | с совещательным голосом |
| 20  | Бейка Д. С.                | ?                                   | с совещательным голосом |
| 21  | Беленький З. М.            | ?                                   | с совещательным голосом |
| 22  | Белобородов А. Г.          | Чусовская                           | с решающим голосом      |
| 23  | Берестень И. И.            | Витебская                           | с совещательным голосом |
| 24  | Берзин Я. К.               | ?                                   | с совещательным голосом |
| 25  | Бикелис                    |                                     | участник съезда         |
| 26  | Бобинский С. Я.            | Московская                          | с совещательным голосом |
| 27  | Боголепов Д. П.            | Московская                          | с совещательным голосом |
| 28  | Бокий Г. И.                | Петербургская                       | с совещательным голосом |
| 29  | Борчанинов А. Л.           | Мотовилихинская                     | с решающим голосом      |
| 30  | Бош Е. Б.                  | Киевская областная                  | с решающим голосом      |
| 31  | Брезе М. М.                | ?                                   | с совещательным голосом |
| 32  | Бреслав Б. А.              |                                     | участник съезда         |
| 33  | Бубнов А. С.               | Иваново-Вознесенская                | с решающим голосом      |
| 34  | Бухарин Н. И.              | Выборгская                          | с решающим голосом      |
| 35  | Бычков                     | Московская окружная                 | с решающим голосом      |
| 36  | Вакман Р. И.               | Ревельская                          | с решающим голосом      |
| 37  | Васильев-Южин М. И.        | Саратовская                         | с решающим голосом      |
| 38  | Вейнберг Г. Д.             | ?                                   | с совещательным голосом |
| 39  | Веселовский Б. А.          | ?                                   | с совещательным голосом |
| 40  | Владимиров М. П.           | ?                                   | с совещательным голосом |
| 41  | Волик Ф. Я.                | Екатеринодарская и Кисловодская     | с решающим голосом      |
| 42  | Володарский М. М.          | Петербургская                       | с решающим голосом      |
| 43  | Воробьёв Я. З.             | Канавинская                         | с решающим голосом      |
| 44  | Ворошилов К. Е.            | Луганская                           | с решающим голосом      |
| 45  | Гайлис К. А.               | Видиенская (Средне-Лифляндская)     | с решающим голосом      |
| 46  | Гессен С. М.               | Петербургская                       | с решающим голосом      |
| 47  | Глeбов-Авилов Н. П.        | Петербургская                       | с совещательным голосом |
| 48  | Глущенко                   | 12-я армия                          | с решающим голосом      |
| 49  | Головин С. Г.              | Щербино-Никитовская                 | с решающим голосом      |
| 50  | Голощёкин Ф. И.            | Екатеринбургская                    | с решающим голосом      |
| 51  | Гранас А.                  | Венденская                          | с решающим голосом      |
| 52  | Гузаков П. В.              | Симская                             | с решающим голосом      |
| 53  | Гуркин В. Я.               | Зубцовская                          | с решающим голосом      |
| 54  | Данилов Д. М.              | Сормовская                          | с решающим голосом      |
| 55  | Дербышев Н. И.             | Уральская областная                 | с решающим голосом      |
| 56  | Джапаридзе П. А.           | Бакинская                           | с решающим голосом      |
| 57  | Дзержинский Ф. Э.          | Московская                          | с совещательным голосом |
| 58  | Дижбит А. М.               | Рижская                             | с решающим голосом      |
| 59  | Диманштейн С. М.           | ?                                   | с совещательным голосом |
| 60  | Дмитриев Ф. М.             | Гельсингфорсская                    | с решающим голосом      |
| 61  | Долгушин А. Ф.             | Гельсингфорсская                    | с решающим голосом      |
| 62  | Долецкий Я. Г.             | ?                                   | с совещательным голосом |
| 63  | Евдокимов Г. Е.            | Петербургская                       | с решающим голосом      |
| 64  | Евреинов Н. Н.             | Кинешемская                         | с решающим голосом      |
| 65  | Егорова Е. Н.              | ?                                   | с совещательным голосом |
| 66  | Емельянов (Сурик) А. В.    | Харьковская                         | с решающим голосом      |
| 67  | Енукидзе А. С.             | Тифлисская                          | с решающим голосом      |
| 68  | Ермощенко В. И.            | Николаевская                        | с совещательным голосом |
| 69  | Ефремов М. И.              | Уральская областная                 | с решающим голосом      |
| 70  | Жаров М. С.                | Выборгская                          | с решающим голосом      |
| 71  | Жигура                     | Гельсингфорсская                    | с решающим голосом      |
| 72  | Жуков И. П.                |                                     | участник съезда         |
| 73  | Завьялова К. Г.            | Сысертская                          | с решающим голосом      |
| 74  | Закс-Гладнев С. М.         | Петербургская                       | с совещательным голосом |
| 75  | Залежский В. Н.            | Гельсингфорсская                    | с решающим голосом      |
| 76  | Залмаев Я.                 | Макеевско-Юзовско-Петровская        | с решающим голосом      |
| 77  | Залуцкий П. А.             | Петербургская                       | с решающим голосом      |
| 78  | Зарх                       | Владимирская                        | с совещательным голосом |
| 79  | Зеленский И. А.            | Выборгская                          | с решающим голосом      |
| 80  | Зифельдт                   | Одесская                            | с решающим голосом      |
| 81  | Зорин С. С.                | Петербургская                       | с решающим голосом      |
| 82  | Зубков                     |                                     | участник съезда         |
| 83  | Иванов                     | Петербургская                       | с решающим голосом      |
| 84  | Иванов А. В.               | Киевская                            | с решающим голосом      |
| 85  | Ильин Н. И.                | Петербургская                       | с решающим голосом      |
| 86  | Иотко А.                   |                                     | участник съезда         |
| 87  | Иоффе А. А.                | междурайонная организация           | с совещательным голосом |
| 88  | Кавтарадзе С. И.           | Тифлисская                          | с решающим голосом      |
| 89  | Кадацкий И. Ф.             | Петербургская                       | с решающим голосом      |
| 90  | Кактынь А. М.              | Петербургская                       | с решающим голосом      |
| 91  | Калинин М. И.              | ?                                   | с совещательным голосом |
| 92  | Каменский А. З.            | Луганская                           | с решающим голосом      |
| 93  | Каминский Г. Н.            | Тульская                            | с решающим голосом      |
| 94  | Карахан Л. М.              | ?                                   | с совещательным голосом |
| 95  | Кардашёв Н. Н.             | Воронежская                         | c решающим голосом      |
| 96  | Карякин И. И.              | Мотовилихинская                     | с решающим голосом      |
| 97  | Кизельштейн И. С.          | Калужская                           | с решающим голосом      |
| 98  | Кириленко                  | Макеевская                          | с решающим голосом      |
| 99  | Кириллов К. В.             | ?                                   | с совещательным голосом |
| 100 | Киселёв А. С.              | Иваново-Вознесенская                | с решающим голосом      |
| 101 | Ковви                      | Ревельская                          | с решающим голосом      |
| 102 | Коган Е. С.                | Самарская                           | с решающим голосом      |
| 103 | Козлов К. А.               | Гусь-Хрустальненская                | с решающим голосом      |
| 104 | Кокушкин И. А.             | Серпуховская                        | с решающим голосом      |
| 105 | Комаров Н. П.              | ?                                   | с совещательным голосом |
| 106 | Копылов Н. В.              | Екатеринославская                   | с решающим голосом      |
| 107 | Королёв И. Г.              | Канавинская                         | с совещательным голосом |
| 108 | Косиор С. В.               | Петербургская                       | с решающим голосом      |
| 109 | Костина А. П.              |                                     | участник съезда         |
| 110 | Коськович С. Ф.            | Невьянская                          | с решающим голосом      |
| 111 | Красиков П. А.             | ?                                   | совещательным голосом   |
| 112 | Крупская Н. К.             | Петербургская                       | с совещательным голосом |
| 113 | Кубышкин Я. П.             | Петербургская межрайонная           | с решающим голосом      |
| 114 | Кубяк Н. А.                | ?                                   | с совещательным голосом |
| 115 | Куделли П. Ф.              | ?                                   | с совещательным голосом |
| 116 | Кузьмин А. А.              | Лысьвенская                         | с решающим голосом      |
| 117 | Кукконен                   | Петербургская                       | с решающим голосом      |
| 118 | Куклин А. С.               | ?                                   | с совещательным голосом |
| 119 | Куликов П. Т.              | Тверская                            | с решающим голосом      |
| 120 | Кураев В. В.               | фракция ЦИК                         | с совещательным голосом |
| 121 | Ладейщиков?                | Алапаевская                         | с решающим голосом      |
| 122 | Лазуркина Д. А.            | ?                                   | совещательным голосом   |
| 123 | Лапин С. И.                | Горловская                          | с решающим голосом      |
| 124 | Лаупман А. Т.              | Петербургская межрайонная           | с решающим голосом      |
| 125 | Лацис М. И.                | Петербургская                       | с решающим голосом      |
| 126 | Лашевич М. М.              | Петербургская                       | с решающим голосом      |
| 127 | Лебедев Я. И.              | Московская                          | с совещательным голосом |
| 128 | Левандовский С. М.         | ?                                   | с совещательным голосом |
| 129 | Левитин К. Ф.              | ?                                   | с совещательным голосом |
| 130 | Левшин В.                  | Коломенская                         | с решающим голосом      |
| 131 | Лежава Ш. К.               | ?                                   | с совещательным голосом |
| 132 | Ленцман Я. Д.              | Рижская                             | с решающим голосом      |
| 133 | Липшиц (Михаил Аронович?)  | 12-я армия                          | с совещательным голосом |
| 134 | Ломов (Оппоков) Г. И.      | Иваново-Вознесенская                | с решающим голосом      |
| 135 | Лотиков И. В.              | Белянская                           | с решающим голосом      |
| 136 | Лукоянов Ф. Н.             | Пермская                            | с решающим голосом      |
| 137 | Любович А. М.              | Кронштадтская                       | с решающим голосом      |
| 138 | Малышев И. М.              | Екатеринбургская                    | с решающим голосом      |
| 139 | Мальцев Н. В.              | ?                                   | с совещательным голосом |
| 140 | Мандельштам С.             | Петербургская межрайонная           | с решающим голосом      |
| 141 | Мануильский Д. З.          | Петербургская                       | с совещательным голосом |
| 142 | Мгеладзе                   | Московская                          | с совещательным голосом |
| 143 | Мельничанский Г. Н.        | ?                                   | с совещательным голосом |
| 144 | Мизикин Н. И.              | Московская                          | с решающим голосом      |
| 145 | Милонов Ю. К.              | Самарская                           | с решающим голосом      |
| 146 | Милютин В. П.              | член ЦК                             | с совещательным голосом |
| 147 | Милютин Н. А.              | ?                                   | с совещательным голосом |
| 148 | Минкин В.                  | Петербургская                       | с решающим голосом      |
| 149 | Миритеев И. Н.             | Подмосковная                        | с решающим голосом      |
| 150 | Михайлин                   | Гельсингфорсская                    | с решающим голосом      |
| 151 | Михайлов Л. М.             | ?                                   | с совещательным голосом |
| 152 | Михайлов-Иванов М. С.      | Петербургская                       | с решающим голосом      |
| 153 | Мицкявичюс-Капсукас В. С.  | Петербургская                       | с решающим голосом      |
| 154 | Молотов (Скрябин) В. М.    | Петербургская                       | с решающим голосом      |
| 155 | Морозов И. Т.              | ?                                   | с совещательным голосом |
| 156 | Москвин И. М.              | Петербургская                       | с совещательным голосом |
| 157 | Мостовенко П. Н.           | Петербургская                       | с совещательным голосом |
| 158 | Мохов В. И.                | Вологодская                         | с совещательным голосом |
| 159 | Муранов М. К.              | ?                                   | с совещательным голосом |
| 160 | Мышкин Г. С.               | Московская                          | с решающим голосом      |
| 161 | Мясников А. Ф.             | Минская                             | с решающим голосом      |
| 162 | Наумов В. Н.               | Иваново-Вознесенская                | с решающим голосом      |
| 163 | Наумов И. К.               | фракция Петроградского Совета       | с совещательным голосом |
| 164 | Нахимсон С. М.             | Петербургская                       | с решающим голосом      |
| 165 | Нимвицкий Б. Н.            | Петербургская                       | с решающим голосом      |
| 166 | Новиков З. Я.              | ?                                   | с совещательным голосом |
| 167 | Новов М. С.                |                                     | участник съезда         |
| 168 | Ногин В. П.                | член ЦК                             | с совещательным голосом |
| 169 | Озолин К. Я.               | Валкско-Руенская                    | с решающим голосом      |
| 170 | Ольминский М. С.           | Московская                          | с решающим голосом      |
| 171 | Опанскис Ю. К.             | Литовский район                     | с совещательным голосом |
| 172 | Орджоникидзе Г. К.         | Петербургская                       | с решающим голосом      |
| 173 | Осинский В. В.             | Иваново-Вознесенская                | с решающим голосом      |
| 174 | Павлов В. Н.               | Петербургская                       | с решающим голосом      |
| 175 | Павлович                   | ?                                   | с совещательным голосом |
| 176 | Пальги О. И.               | Нарвская                            | с решающим голосом      |
| 177 | Пельше А. Я.               | Архангельская                       | с совещательным голосом |
| 178 | Первухин Е. П.             | ?                                   | с совещательным голосом |
| 179 | Плаксин К. И.              | Саратовская                         | с решающим голосом      |
| 180 | Плотников                  |                                     | участник съезда         |
| 181 | Подбельский В. Н.          | Московская                          | с решающим голосом      |
| 182 | Подвойский Н. И.           | Петербургская                       | с решающим голосом      |
| 183 | Позерн Б. П.               | ?                                   | с совещательным голосом |
| 184 | Правдина Е. А.             | Усть-Катавская                      | с решающим голосом      |
| 185 | Преображенский Е. А.       | Златоустовская                      | с решающим голосом      |
| 186 | Пресняков И. К.            | Царицынская                         | с решающим голосом      |
| 187 | Пукка                      | Петербургская                       | с решающим голосом      |
| 188 | Пятницкий И. А.            | Московская                          | с решающим голосом      |
| 189 | Рабчинский И. В.           | Ревельская                          | с решающим голосом      |
| 190 | Равич С. Н.                | Петербургская                       | с решающим голосом      |
| 191 | Растопчин Н. П.            | Костромская                         | с решающим голосом      |
| 192 | Рахья И. А.                |                                     | участник съезда         |
| 193 | Ребров Н.                  |                                     | участник съезда         |
| 194 | Рейнсон О. П.              | 8-й Латышский стрелковый полк       | с решающим голосом      |
| 195 | Римша К. И.                | 12-я армия                          | с решающим голосом      |
| 196 | Ровинский Я. И.            | Петербургская                       | с решающим голосом      |
| 197 | Рогов М. И.                | ?                                   | с совещательным голосом |
| 198 | Рогозинский Н. В.          | 3-й Сибирский корпус                | с совещательным голосом |
| 199 | Ройзенман Б. А.            | Екатеринославская                   | с решающим голосом      |
| 200 | Романов И.                 |                                     | участник съезда         |
| 201 | Ростовщиков П. В.          | Московская                          | с решающим голосом      |
| 202 | Рыков А. И.                | Московский Совет                    | с совещательным голосом |
| 203 | Савельев М. А.             | Петербургская                       | с решающим голосом      |
| 204 | Савин (Иосиф Алексеевич?)  |                                     | участник съезда         |
| 205 | Самарский П. В.            | Туапсинская                         | с решающим голосом      |
| 206 | Самовер С.                 | Смоленская                          | с совещательным голосом |
| 207 | Самойлова Р. С.            | Московская                          | с решающим голосом      |
| 208 | Сахаров В.                 | Московская                          | с совещательным голосом |
| 209 | Саяна                      | Петербургская                       | с решающим голосом      |
| 210 | Свердлов Я. М.             | Тифлисская                          | с решающим голосом      |
| 211 | Свидерский А. И.           | Уфимская                            | с решающим голосом      |
| 212 | Седугина А. Н.             | Родниковская                        | с совещательным голосом |
| 213 | Семашко Н. А.              | ?                                   | с совещательным голосом |
| 214 | Сергеев                    | Московская                          | с решающим голосом      |
| 215 | Сергеев А. Н.              | Петербургская                       | с решающим голосом      |
| 216 | Серебровский А. П.         | ?                                   | с совещательным голосом |
| 217 | Серебряков Л. П.           |                                     | участник съезда         |
| 218 | Скрыпник Н. А.             | Петербургская                       | с решающим голосом      |
| 219 | Слесарев                   | Московская                          | с совещательным голосом |
| 220 | Слуцкая В. К.              | Петербургская                       | с решающим голосом      |
| 221 | Слуцкий А. И.              | Петербургская                       | с решающим голосом      |
| 222 | Смидович П. Г.             | ?                                   | с совещательным голосом |
| 223 | Смилга И. Т.               | Кронштадтская                       | с решающим голосом      |
| 224 | Смирнов В. М.              | Московская                          | с решающим голосом      |
| 225 | Смирнов Н. И.              | ?                                   | с совещательным голосом |
| 226 | Смирнов С. Е.              | ?                                   | с совещательным голосом |
| 227 | Соболев И.                 | Московская                          | с совещательным голосом |
| 228 | Сокольников Г. Я.          | Московская окружная                 | с решающим голосом      |
| 229 | Соловьёв В. И.             | Московская окружная                 | с решающим голосом      |
| 230 | Сталин (Джугашвили) И. В.  | Петербургская                       | с решающим голосом      |
| 231 | Стецкий А. И.              | Сызранская                          | с решающим голосом      |
| 232 | Стучка П. И.               | Рижская                             | с решающим голосом      |
| 233 | Сырцов С. И.               | Ростово-Нахичеванская               | с решающим голосом      |
| 234 | Теодорович И. А.           | фракция ЦИК                         | с совещательным голосом |
| 235 | Тихомирнов В. А.           | Казанская                           | с решающим голосом      |
| 236 | Товбин А. П.               | Петербургская                       | с совещательным голосом |
| 237 | Тольмац Р. Я.              | ?                                   | с совещательным голосом |
| 238 | Тунтул И. Я.               | Уральская                           | с совещательным голосом |
| 239 | Ульянцев Т. И.             |                                     | участник съезда         |
| 240 | Ульянова М. И.             | ?                                   | с совещательным голосом |
| 241 | Уншлихт И. С.              | ?                                   | с совещательным голосом |
| 242 | Урицкий М. С.              | междурайонная организация           | с совещательным голосом |
| 243 | Усиевич Г. А.              | Московская                          | с решающим голосом      |
| 244 | Устинов С. П.              | Екатеринбургская                    | с решающим голосом      |
| 245 | Фёдоров Г. Ф.              | член ЦК                             | с совещательным голосом |
| 246 | Филлер С. И.               | ?                                   | с совещательным голосом |
| 247 | Флеровский И. П.           | Кронштадтская                       | с решающим голосом      |
| 248 | Фокин А. Н.                | Владимирская                        | с решающим голосом      |
| 249 | Ханькевич А. В.            | Верхне-Туринская                    | с решающим голосом      |
| 250 | Харитонов М. М.            | Петербургская                       | с решающим голосом      |
| 251 | Цвиллинг С. М.             | Челябинская                         | с решающим голосом      |
| 252 | Цырлин                     |                                     | участник съезда         |
| 253 | Шакуров                    |                                     | участник съезда         |
| 254 | Шибаев                     |                                     | участник съезда         |
| 255 | Шильман А. Л.              | Петербургская                       | с решающим голосом      |
| 256 | Широков                    | Тушинская                           | с решающим голосом      |
| 257 | Шлихтер А. Г.              | ?                                   | с совещательным голосом |
| 258 | Шмидт В. В.                | ?                                   | с совещательным голосом |
| 259 | Шотман А. В.               | Петербургская                       | с решающим голосом      |
| 260 | Шумяцкий Б. З.             | Средне-Сибирское бюро               | с решающим голосом      |
| 261 | Эйсмонт Н. Б.              | ?                                   | с совещательным голосом |
| 262 | Эфферт Э. Э.               | Маленская                           | с решающим голосом      |
| 263 | Юренёв К. К.               | междурайонная организация           | с совещательным голосом |
| 264 | Юсуф-заде Ага-Баба         | Бакинская                           | с решающим голосом      |
| 265 | Яковлев (Эпштейн) Я. А.    | Екатеринославская                   | с решающим голосом      |
| 266 | Ярославский Е. М.          | Московская военная                  | решающим голосом        |

- Захаров, Пётр Петрович был избран, но прибыть на съезд не смог

## Комментарии
1. ↑  Фамилия делегата в регистрационных списках написана неразборчиво[1].
2. ↑  Фамилия делегата в регистрационных списках написана неразборчиво[1].
3. ↑  В биографии указано, возможно, ошибочно, что на VI съезде Митрофан Жаров представлял "представлял пресненских большевиков"[6].